# Terrax
Terrax the Tamer é um personagem que aparece nos quadrinhos americanos publicados pela Marvel Comics￼￼. Os quadrinhos foram criados pelo artista John Byrne e pelo escritor Marv Wolfman, o personagem apareceu pela primeira vez em outubro de 1979, e é um arauto da entidade cósmica Galactus e inimigo do Quarteto Fantástico.

## Biografia da personagem
Terrax foi um dos melhores arautos de Galactus. O devorador de mundos deu-lhe poderes de energia cósmica, que provinha de seu bastão. Sua pele era formada de um material muito resistente parecendo pedra. Na série "O que aconteceria se a Fênix Negra não tivesse morrido?", ele foi transformado em  um ser de carne e sangue como um humano pela magnífica entidade cósmica. Mas Galactus o trouxe de volta ao seu corpo. 